# Andreas Bolm
Andreas Bolm  (* 1971 in Köln) ist ein deutscher Filmemacher und Musiker.

## Leben
Bolm wurde 1971 als Sohn einer ungarischen Mutter und eines deutschen Vaters in Köln geboren. Nachdem er als Toningenieur und Musiker in Manchester gearbeitet hatte, begann er ein Studium an der Filmakademie FAMU in Prag und 1999 an der Hochschule für Fernsehen und Film München.
Seit 1998 befasst er sich mit Filmarbeiten als Autor und Regisseur, sowie Mitarbeiten als Kameramann, Toningenieur und Filmeditor.
2004 beteiligte er sich an der Gründung der Film-, Video- und Kunstproduktionsgesellschaft «pickpocket production» mit Markus Nechleba.
Seine Filme wurden auf Festivals gezeigt, z. B. auf den Internationalen Kurzfilmtagen Oberhausen, der Berlinale, dem International Film Festival Rotterdam sowie den Internationalen Filmfestspielen von Cannes, wodurch er 2009 ein Stipendium der Cinéfondation Résidence Festival de Cannes erhielt.
Andreas Bolm lebt in Berlin, Paris und Ungarn.

## Filmografie
- 1998: Ivana
- 2000: Rozsa
- 2003: Die Schläfer
- 2006: Jaba
- 2008: Alle Kinder bis auf eins
- 2012: Dossiers Scolaire / School Files
- 2013: Die Wiedergänger / The Revenants
- 2016: Le Juge
- 2018: Mein letztes Video

## Auszeichnungen
- Jaba: « Golden Mikeldi » für den besten Dokumentarfilm auf dem 48. intern. Documentary and Short Film in Bilbao, 2006
- Doc en Courts Lyon: Prix special du Jury 2006